# Gerhard Wilhelm Heise
Gerhard Wilhelm Heise (* 2. Juni 1911 in Wernigerode; † nach 1982) war ein deutscher Urologe.
Der Sohn eines Molkereibesitzers arbeitete ab 1948 an der Chirurgischen Universitätsklinik in Halle (Saale). 1958 wurde er zum Professor mit Lehrstuhl an die Urologische Klinik der Medizinischen Akademie Magdeburg berufen. 1976 ging Heise in den Ruhestand.